# شايع عبد الرحمن الشايع
شايع عبد الرحمن الشايع، من مواليد 1964، نائب سابق في مجلس الأمة الكويتي فبراير 2012.  وزير الدولة لشؤون البلدية ووزير الدولة لشؤون الإسكان والتطوير العمراني السابق.

## سيرته
شايع عبد الرحمن أحمد الشايع مواليد 1964 حاصل على وعمل مساعد مدير إدارة مكتب وزير الشؤون الاجتماعية، ومدير إدارة مكتب وزير العدل، ورئيس مجلس الإدارة، والعضو المنتدب في شركة المدوة العالمية العقارية، عضو المجلس البلدي الكويتي عام 2009، ونائب سابق في مجلس الامة الكويتي المبطل الأول فبراير 2012 عن الدائرة الثالثة بعدد 8959 صوتاً.

## الخبرات في المجال الاقتصادي
- مؤسس ورئيس مجلس إدارة والعضو المنتدب لشركة المروة العالمية العقارية.
- مؤسس وعضو مجلس إدارة شركة المروة لخدمات الحج والعمرة.
- مؤسس وعضو مجلس إدارة شركة ماستر فود الغذائية.
- مؤسس وعضو مجلس إدارة مجموعـة شركات الشايع جمهورية مصر العربية.
- مؤسس وعضو مجلس إدارة شركة قرطبة للتعمير العقاري بجمهورية مصر العقارية.

## الخبرات في مجال العمل البلدي
- نائب رئيس المجلس البلدي.
- رئيس لجنة التسميات.
- عضو لجنة محافظة العاصمة.
- عضو لجنة محافظة الأحمدي.
- عضو لجنة شؤون البيئة.
- عضو لجنة المختارين.
- عضو مكتب المجلس البلدي.